# Marquesado de Bassecourt
El marquesado de Bassecourt es un título nobiliario español creado por el rey Alfonso XIII en favor de Luis Morenés y García-Alessón mediante real decreto del 31 de marzo de 1914 y despacho expedido el 25 de mayo de 1915, convirtiendo en título del reino el que se concedió en Dos Sicilias, en 1736, a Francisco de Bassecourt y Thieulaine.

## Marqueses de Bassecourt
|                           | Titular                       | Periodo                   |
| Creación por Alfonso XIII | Creación por Alfonso XIII     | Creación por Alfonso XIII |
| ------------------------- | ----------------------------- | ------------------------- |
| I                         | Luis Morenés y García-Alessón | 1915-1931                 |
| II                        | Luis Morenés y de Arteaga     | 1931-1959                 |
| III                       | Luis Morenés y Areces         | 1959-1999                 |
| IV                        | Miguel Morenés y Sanchíz      | 1999-hoy                  |

## Historia de los marqueses de Bassecourt
- Luis Morenés y García-Alessón (Madrid, 27 de enero de 1872-4 de junio de 1931[3]), I marqués de Bassecourt, caballero de la Real Maestranza de Zaragoza, mayordomo de semana del rey Alfonso XIII.[1] Era hijo de Carlos Morenés y Tord, IV barón de las Cuatro Torres, y de su esposa María Fernanda García-Alessón y Pardo de Rivadeneyra, VI condesa del Asalto.[4]

Casó el 15 de junio de 1901, en Madrid, con Mercedes de Arteaga y Echagüe (1869-1948), XVII condesa de Bañares, XVII marquesa de Argüeso, XIV marquesa de Campoo, XIV condesa de Villada, dama de la reina. El 3 de febrero de 1956 le sucedió su hijo:
- Luis Morenés y de Arteaga (San Sebastián, 29 de noviembre de 1903-3 de enero de 1987), II marqués de Bassecourt, XVIII marqués de Argüeso, XV conde de Villada, caballero maestrante de Zaragoza, gentilhombre de cámara del rey con ejercicio y servidumbre.[1][4][5]

Casó con María del Socorro Areces y Méndez de Vigo, dama de la Real Maestranza de Zaragoza y del Real Cuerpo de la Nobleza de Madrid. El 31 de diciembre de 1959 le sucedió su hijo:
- Luis Morenés y Areces, III marqués de Bassecourt, XIX marqués de Argüeso, XVI conde de Villada, académico correspondiente y vocal de la Comisión Asesora de la Real Academia de Jurisprudencia y Legislación, caballero del Real Cuerpo de la Nobleza de Madrid.[4][5]

Casó con Sylvia Sanchíz y Zuazo, dama del Real Cuerpo de la Nobleza. El 19 de febrero de 1999, previa orden del 12 de enero para que se expida la correspondiente carta de sucesión (BOE del 16 de febrero), le sucedió su hijo:
- Miguel Morenés y Sánchiz, IV marqués de Bassecourt, caballero de la Orden de Montesa.[4][5]

Casó con Constanza González y Bravo de Laguna.